# Дейонг, Оливия
Оли́вия Дейо́нг (англ. Olivia DeJonge; род. 30 апреля 1998, Мельбурн) — австралийская актриса, наиболее известная ролью Тары Свифт/Шанин Куиг в телесериале «Сокрытое», Бекки в фильме «Визит» и Присциллы Пресли в фильме «Элвис».

## Биография
Оливия Дейонг родилась в 1998 году в Мельбурне, в штате Виктория, в семье бизнесменов Робин и Роба Деджонгов. В возрасте пяти лет вместе с родителями перебралась в Перт, в Западную Австралию. Выросла в пригороде Перта Пепперминт Гроув. Обучалась в Presbyterian Ladies' College, в Перте.
В 2014 году Деджонг дебютировала в кино в фильме «Полуночные сёстры», в котором снялась вместе с Джорджи Хенли, Карой Хэйуорд и Кэлом Пенном. Режиссёром фильма выступила Карин Ветчер. Фильм вышел в прокат в октябре 2014 года. Мировая премьера состоялась 10 апреля 2015 года.
В 2015 году Деджонг снялась в телесериале ABC Австралии «Сокрытое», в котором сыграла главную роль Тары Свифт/Шанин Куиг. Также снялась в роли Бекки в фильме ужасов «Визит» вместе с Эдом Оксенболдом. Режиссёром выступил М. Найт Шьямалан. Премьера состоялась 31 августа 2015 года и 11 сентября того же года в США на кинокомпании Universal Pictures. В 2017 году сыграла роль Элис Бёрбедж в сериале TNT «Уилл».
Сыграла Присциллу Пресли в  биографическом фильме База Лурмана об Элвисе Пресли 2022 года «Элвис».

## Фильмография

### Фильмы
| Год  | Название              | Роль             | Примечания                                                               |
| ---- | --------------------- | ---------------- | ------------------------------------------------------------------------ |
| 2011 | Хороший притворщик    | Элли             | Короткометражка                                                          |
| 2012 | Поларизационные       | Бет              | Короткометражка                                                          |
| 2012 | 1113                  | Салли            | Короткометражка                                                          |
| 2014 | Полуночные сёстры     | Лавиния Холл     |                                                                          |
| 2015 | Визит                 | Бекка            | Номинация премии «Сатурн» в категории «Лучший молодой актёр или актриса» |
| 2016 | Пугающая кампания     | Эбби             |                                                                          |
| 2017 | Смотри по сторонам    | Эшли             |                                                                          |
| 2018 | Отлив                 | Энджи            |                                                                          |
| 2018 | Любовь и прочие места | Шэз              | Короткометражка                                                          |
| 2019 | Бродячие куклы        | Даллас           |                                                                          |
| 2019 | Джози и Джек          | Джози            |                                                                          |
| 2022 | Элвис                 | Присцилла Пресли |                                                                          |

### Телевидение
| Год  | Название                      | Роль                    | Примечания   |
| ---- | ----------------------------- | ----------------------- | ------------ |
| 2015 | Сокрытое                      | Шанин Куиг / Тара Свифт | 8 эпизодов   |
| 2017 | Уилл                          | Элис Бёрбедж            | 10 эпизодов  |
| 2019 | Общество                      | Элль Томкинс            | Главная роль |
| 2022 | Лестница                      | Кейтлин Этуотер         | Главная роль |
| 2025 | Узкая дорога на дальний север | Элла                    | Минисериал   |